# Shamo Quaye
Shamo Quaye (Tema, 22 de outubro de 1971 - Tema, 30 de novembro de 1997) foi um futebolista profissional ganês, atuava como meia-atacante, medalhista olímpico de bronze.
Shamo Quaye conquistou a medalha de bronze em Barcelona 1992. Em clubes, jogou por Hearts of Oak, Al-Qadisiyah e Umeå.
Em 30 de novembro de 1997, durante um treino do Umeå, levou uma bolada no rosto que resultou em sua morte dois dias depois, por complicações repentinas. 

## Títulos
Hearts of Oak
- Campeonato Ganês: 1989–90
- Copa de Gana: 1995–96

Al-Qadisiyah
- Copa da Federação: 1993–94